# Куш (каннабис)
Куш — чистый или гибридный штамм Cannabis indica. Чистые штаммы C. indica включают Afghan Kush, Hindu Kush, Green Kush и Purple Kush. Гибридные штаммы C. indica включают Blueberry Kush и Golden Jamaican Kush. Термин «куш» также используется как жаргонное слово для обозначения каннабиса.
Каннабис Куш происходит от растений местных сортов, главным образом, в Афганистане, Северном Пакистане и Северо-Западной Индии, а название происходит от горного хребта Гиндукуш. Штаммы каннабиса «Гиндукуш» были завезены в Соединенные Штаты в середине-конце 1970-х годов и остаются там доступными по сей день.
Популярные сорта куша включают OG Kush, Bubba Kush и Purple Kush.
В Западной Африке популярен как наркотик, состоящий из куша, фентанила, трамадола, формальдегида.